# Bundesstraße 188
Die Bundesstraße 188 (Abkürzung: B 188) ist eine der längeren Bundesstraßen quer durch Norddeutschland. Sie führt von West nach Ost durch die Länder Niedersachsen, Sachsen-Anhalt und Brandenburg und verbindet die B 3 mit der B 5.

## Verlauf

### Niedersachsen
Die Bundesstraße 188 beginnt vor den Toren der niedersächsischen Landeshauptstadt Hannover an der Anschlussstelle Burgdorf der Bundesstraße 3 Hannover–Celle. Die B 188 geht dann an Burgdorf vorbei. Weiter geht es über Altmerdingsen als Umgehungsstraße an Uetze vorbei zum Kreuzkrug, wo die B 214 Celle–Braunschweig gekreuzt wird. Etwa zweihundert Meter südlich beginnt die B 444 in Richtung Peine.
Auf einer 2004 fertiggestellten Umgehungsstraße geht es durch das dortige Spargel- und Zuckerrübenanbaugebiet weiter vorbei an Meinersen und auf landschaftlich reizvoller Strecke als „Deutsche Ferienstraße Alpen–Ostsee“ durch Gifhorn (45 km) direkt am Internationalen Mühlenmuseum vorbei, wo die als Verlängerung der A 391 vierspurig ausgebaute B 4 von Braunschweig nach Uelzen überquert wird. Danach verläuft die Strecke einige Kilometer unmittelbar entlang dem Flusslauf der Aller, die hier im Aller-Urstromtal reizvolle Mäander ausgebildet hat. Die Straße führt durch die Gemeinden Sassenburg, Osloß und Weyhausen. Kurz vor Wolfsburg kreuzt die Straße den Elbe-Seitenkanal und die Autobahnanschlussstelle an der A 39 Salzgitter–Braunschweig–Wolfsburg, die derzeit (2012) das Ausbauende dieser Autobahn darstellt und zugleich eine Kreuzung mit der B 248 nach Salzwedel bildet.
Es geht dann nach Wolfsburg (66 km). Nördlich von Velpke, hinter Wolfsburg, wird die B 244 von Helmstedt nach Wittingen gekreuzt. Nordwestlich von Oebisfelde quert die Straße die Landesgrenze zwischen Niedersachsen und Sachsen-Anhalt.

### Sachsen-Anhalt
Weiter geht die Fahrt auf landschaftlich reizvoller Strecke durch den Naturpark Drömling nach Gardelegen (116 km). Hier trifft die B 188 auf die B 71 aus Uelzen und führt an der dünnbesiedelten Colbitzer Heide vorbei durch die Altmark; auf dieser Teilstrecke führt die B 188 den Ferienstraße-Beinamen „Straße der Romanik“. Bei Dahlen bündelt sich die B 188 mit der B 189 Pritzwalk-Magdeburg, um auf 5,5 km die Domstadt Stendal (153 km) als Umgehungsstraße zu umgehen.
Mit einem leichten Bogen nach Süden führt die Straße nach Tangermünde (163 km) und auf der einzigen Straßenbrücke zwischen Magdeburg und Wittenberge über die Elbe. Östlich von Wust-Fischbeck überschreitet die B 188 die Landesgrenze nach Brandenburg (177 km).

### Brandenburg
Die Bundesstraße 188 erreicht jetzt die Havel, wo sich eine sehenswerte Schleuse befindet, und Rathenow (190 km). Die B 188 endet nach weiteren 24 km beim Friesacker Ortsteil Briesen und mündet in die B 5 aus Richtung Hamburg, die nach etwa 50 km Berlin erreichen wird.

## Geschichte

### Frühere Strecken und Bezeichnungen
Die preußische Staatschaussee Nr. 84b zwischen Stendal, Tangermünde und Fischbeck entstand zwischen 1844 und 1847, um Stendal an die damals neugebaute Staatschaussee 85 (Teil der heutigen B 107) zwischen Genthin und Havelberg anzuschließen. Der mittlere Streckenabschnitt von Stendal nach Wolfsburg entstand zwischen 1853 und 1855 als Kreischaussee, die allein auf Kosten der beteiligten Landkreise erbaut wurde. Erst nach dem Bau der Elbebrücke Tangermünde im Jahre 1933 konnte diese Straße durchgehend befahren werden.

### Reichsstraße 188 von 1936 bis 1949
1936 wurde die gesamte Strecke zur Reichsstraße 188 umgewidmet. Ziel war die bessere Anbindung der damals noch in der Planung befindlichen Stadt Wolfsburg. Durch die deutsche Teilung nach dem Zweiten Weltkrieg wurde diese Straße zwischen Oebisfelde und Velpke unterbrochen. Die Grenzziehung erfolgte in Höhe des Velpker Gutes Büstedt, unmittelbar an der Allerbrücke.

### Fernverkehrsstraße 188 von 1949 bis 1990
Der östliche Streckenabschnitt wurde von der DDR mit der Bezeichnung Fernverkehrsstraße 188 in ihr Streckennetz aufgenommen. Bis zur Schließung der Grenze gab es noch einen regulären Grenzübergang. Mit dem Schließen der Grenze wurde die Straße in unmittelbarer Grenznähe abgebaut.
Die Grenzöffnung erfolgte im Bereich der F 188/B 188 am 26. November 1989 um 6 Uhr. Daran erinnert heute eine Informationstafel. Am 1. Juli 1990 wurden die Grenzkontrollen eingestellt.

### Bundesstraße 188 von 1949 bis 1990
Den westlichen Streckenabschnitt nahm die Bundesrepublik Deutschland 1949 als Bundesstraße 188 in ihr Streckennetz auf.

### Nach der deutschen Wiedervereinigung
Mit der deutschen Wiedervereinigung am 3. Oktober 1990 wurde die F 188 mit der B 188 zusammengeführt.
Bis 2001 führte die B 188 durch Tangermünde. Von 1997 bis 2001 wurden eine neue Elbebrücke sowie eine Ortsumgehung nördlich der Stadt gebaut.
Die Niedersächsische Landesbehörde für Straßenbau und Verkehr – Geschäftsbereich Hannover – hat die Ortsumgehung Burgdorf im Zuge der B 188 neu gebaut und im Oktober 2009 für den Verkehr freigegeben.
Als weiterer Bauabschnitt der B 188 wurde im September 2010 die Ortsumgehung Rathenow fertiggestellt; Baubeginn war 2004. Die B 188 verläuft nun westlich von Rathenow bei Großwudicke an der Südseite der Schnellfahrstrecke Hannover–Berlin (welche neben der Bahnstrecke Berlin–Lehrte verläuft) entlang.
Am 6. Dezember 2010 erfolgte die Eröffnung der Ortsumgehungen von Danndorf und Velpke östlich von Wolfsburg bis zur Landesgrenze zu Sachsen-Anhalt im Zuge der Bundesstraße 188. Gleichzeitig fand die Eröffnung der sich anschließenden Umgehung von Oebisfelde in Sachsen-Anhalt statt. Baubeginn der etwa 10,7 Kilometer langen Straße war am 23. September 2009. Ein Großteil der Strecke führt parallel an der Nordseite der Bahnstrecke Berlin–Lehrte entlang. Die östliche Fortsetzung entlang der Bahnlinie bis Frankenfelde befand sich ab 2017 im Bau und konnte am 2. Juli 2021 für den Verkehr freigegeben werden.

## Ausbauzustand
Der Ausbauzustand der B 188 gliedert sich wie folgt:
| Abschnitt                                            | Streifen | Trennstreifen | Bemerkung       |
| ---------------------------------------------------- | -------- | ------------- | --------------- |
| AS Burgdorf – Umfahrung Gifhorn                      | 2        | nein          |                 |
| Umfahrung Gifhorn K 331                              | 4        | nein          |                 |
| K 331 Umfahrung Gifhorn – K 46 Nordstadt             | 2        | nein          |                 |
| K 46 Nordstadt – L 322 Umfahrung Alt-Wolfsburg       | 3        | nein          |                 |
| L 322 Umfahrung Alt-Wolfsburg L 290                  | 4        | ja            |                 |
| L 290 Umfahrung Alt-Wolfsburg – Umfahrung Gardelegen | 2        | nein          |                 |
| Umfahrung Gardelegen                                 | 3        | nein          | kreuzungsfrei   |
| Umfahrung Gardelegen – Umfahrung Stendal             | 2        | nein          |                 |
| Umfahrung Stendal – L 30 AS Miltern                  | 4        | ja            | autobahnähnlich |
| L 30 AS Miltern – Fischbeck                          | 2        | nein          | kreuzungsfrei   |
| Fischbeck – Friesack                                 | 2        | nein          |                 |